# Das Mädchen aus dem Main
Als das Mädchen aus dem Main wird ein am 31. Juli 2001 in Frankfurt-Nied im Main aufgefundenes, über Jahre misshandeltes und schließlich ermordetes, zum Todeszeitpunkt etwa 15 bis 16 Jahre altes Mädchen bezeichnet, dessen Identität bis heute unbekannt ist.

## Sachverhalt
Am 31. Juli 2001 gegen 14.50 Uhr wurde von Passanten die ca. 157 cm große und nur 38,5 kg schwere Leiche eines ungefähr 15- bis 16-jährigen Mädchens gefunden. Die Leiche wies eine Vielzahl an Verletzungen am ganzen Körper auf, die auf jahrelange schwerwiegende Misshandlungen schließen lassen, welche nicht ärztlich versorgt wurden. Unter anderem wurde bei der Obduktion eine Fehlstellung der Arme in Folge verheilter Brüche, zahlreiche längere Narben im Bereich von Beinen, Rumpf und Stirn, Brandnarben, die von Verbrennungen mit Zigaretten herrühren können, sowie links ein durch Verletzungen entstandenes Blumenkohlohr festgestellt.
Es wird davon ausgegangen, dass das Mädchen ungefähr zwei Jahre jünger aussah und dunkelbraune, ca. 30 cm lange Haare hatte. Die Augenfarbe war nicht mehr feststellbar. Das Gebiss war unbehandelt und hatte noch keine Weisheitszähne.
Vermutlich lag das Mädchen 12–24 Stunden im Wasser. Der Tod trat durch zwei durch stumpfe Gewalt hervorgerufene Rippenbrüche, die Lunge und Milz verletzten, höchstens drei Tage vor der Auffindung ein. Die Leiche wurde verschnürt und mit einem Sonnenschirmständer beschwert in den Main geworfen. Die Ermittlungen ergaben, dass das Mädchen vermutlich zwischen der Griesheimer Staustufe und der Wörthspitze ins Wasser geworfen wurde. Unter anderem aufgrund eines zur Verschnürung gehörenden schalähnlichen Gegenstandes wird davon ausgegangen, dass das Mädchen ursprünglich aus dem pakistanisch-afghanischen Grenzgebiet stammt, aber schon jahrelang im Rhein-Main-Gebiet gelebt haben muss, vielleicht als Dienstbotin. Ermittlungen vor Ort liefen jedoch ins Leere. Da eine Einreise nicht nachgewiesen werden konnte, wird nicht ausgeschlossen, dass das Mädchen über Diplomatenkreise eingereist ist, in denen Ermittlungen aufgrund der diplomatischen Immunität schwierig sind. Die Leiche wurde, finanziert durch Spendengelder der Ermittlungsbeamten, auf dem Parkfriedhof Heiligenstock begraben. Der Fall erfuhr auch noch nach zehn Jahren eine erhebliche Rezeption.